# Cantone di Lamotte-Beuvron
Il Cantone di Lamotte-Beuvron era una divisione amministrativa dell'arrondissement di Romorantin-Lanthenay.
È stato soppresso a seguito della riforma complessiva dei cantoni del 2014, che è entrata in vigore con le elezioni dipartimentali del 2015.
Comprendeva i comuni di:
- Chaon
- Chaumont-sur-Tharonne
- Lamotte-Beuvron
- Nouan-le-Fuzelier
- Souvigny-en-Sologne
- Vouzon
- Yvoy-le-Marron